# Pentax K-x
Pentax K-x je 12.4 megapikselni digitalni SLR fotoaparat najavljen 16. srpnja 2009. Fotoaparat koristi Sony Exmor CMOS senzor koji mu omogućava odlične performanse u uvjetima loše rasvjete. Zbog male količine digitalnog šuma se približava se kvaliteti slike fotoaparata s 35mm senzorima. 
K-x je zamišljen kao početnički model i nasljednik modela K2000/K-m. Tijelo fotoaparata je lakše od ostalih Pentaxovih DSLR-ova, uključujući i K2000, ali pod cijenu toga da nema brtve protiv vremenskih uvjeta kao modeli K10D, K20D, K200D, K-7 i K-5. Uz fotoaparat dolazi standardni kit objektiv s plastičnom konstrukcijom.
Unatoč tome što je fotoaparat zamišljen kao početnički model u nekim stvarima je bio napredniji od tadašnjeg poluprofesionalnog Pentaxovog fotoaparata K-7. Razlike su se najviše osjetile u osjetljivosti senzora i količini digitalnog šuma gdje se K-x pokazao puno boljim od K-7. Nasljednik K-x je K-r.
Pentax K-x se pokazao kao veoma uspješan proizvod te je osvojio nekoliko nagrada u početničkoj kategoriji digitalnih SLR fotoaparata.

## Tehničke specifikacije
| Vrsta kamere               | Digitalni SLR |
| Senzor                     | APC-S 23.6x15.8mm CMOS                                                                                                |
| Maksimalna rezolucija      | 12.4 megapiksela (4288x2848px)                                                                                        |
| Video mogućnosti           | 1280x720 24fps 640x416 24fps                                                                                          |
| Brzina rafalnog okidanja   | 4.7 slika u sekundi                                                                                                   |
| Bajonet                    | Pentax KAF2, podržava rad sa starijim objektivima uz neka ograničenja                                                 |
| Bljeskalica                | Ugrađena sa sinkronizacijom na 1/180 sek. Moguće je koristiti vanjske bljeskalice preko hot-shoe ili PC Sync utičnice |
| Brzina zatvarača           | 30 - 1/6000 s, bulb                                                                                                   |
| Svjetlomjer                | TTL 16 segmenata s mogućnošću izbora načina mjerenja svjetla (ukupan prizor, prosjek sredine, točkasto)               |
| Tražilo                    | Penta zrcalo koja pokriva gotovo 96% vidnog polja uz povećanje od 0.85x                                               |
| Ekran                      | 2.7" s 230 000 točaka                                                                                                 |
| Mikrofon                   | Ugrađen mono mikrofon                                                                                                 |
| Memorija                   | SD, SDHC, SDXC |
| Izlazni format fotografija | PEF, DNG i JPG |
| Baterija                   | 4xAA baterije |
| Ostale karakteristike      | Live-view način rada Ugrađena stabilizacija slike Podesiva razina uklanjanja šuma                                     |
| Težina                     | 515 grama bez baterija                                                                                                |